# Dio: una biografia
Dio: una biografia (God: A Biography) è un libro di saggistica di Jack Miles, ha vinto il premio Pulitzer nel 1996.

## Trama
Il libro racconta la storia dell'esistenza della divinità giudaico-cristiana come la protagonista del Tanak ebraico o dell'antico testamento cristiano. Sia il Tanak che l'antico Testamento contengono gli stessi libri, tuttavia l'ordine in cui essi sono presentati è diverso. Miles usa l'ordine trovato nel Tanak per fornire la narrazione su cui si basa la sua analisi. La presunzione del libro è che il carattere di Dio si sviluppi progressivamente con la narrazione. I conti delle azioni di Dio nei vari libri vengono quindi utilizzati per dedurre informazioni circa la natura di Dio e ciò che lo spinge ad agire.

## Edizioni
- Jack Miles, Dio: Una biografia, Collana: gli elefanti, Garzanti Libri, 1998,  p. 536, ISBN 88-11-67493-X.